# Episodi di The Great (seconda stagione)
La seconda stagione della serie televisiva The Great, composta da 10 episodi, è stata distribuita sulla piattaforma online Hulu il 19 novembre 2021.
In Italia, invece, è distribuita dal 19 dicembre 2021, con un episodio a settimana, sulla piattaforma Starz Play.
| N° | Titolo originale  | Titolo italiano        | Pubblicazione USA | Pubblicazione Italia |
| -- | ----------------- | ---------------------- | ----------------- | -------------------- |
| 1  | Heads It's Me     | Il capo sono io        | 19 novembre 2021  | 19 dicembre 2021     |
| 2  | Dickhead          | Testa di cazzo         | 19 novembre 2021  | 26 dicembre 2021     |
| 3  | Alone At Last     | Finalmente sola        | 19 novembre 2021  | 2 gennaio 2022       |
| 4  | The Devil's Lunch | Il pranzo del diavolo  | 19 novembre 2021  | 9 gennaio 2022       |
| 5  | Animal Instincts  | Istinto animale        | 19 novembre 2021  | 16 gennaio 2022      |
| 6  | A Simple Jape     | Soltanto uno scherzo   | 19 novembre 2021  | 23 gennaio 2022      |
| 7  | Stapler           | Pinzatrice             | 19 novembre 2021  | 30 gennaio 2022      |
| 8  | Seven Days        | Sette giorni           | 19 novembre 2021  | 6 febbraio 2022      |
| 9  | Walnut Season     | La stagione delle noci | 19 novembre 2021  | 13 febbraio 2022     |
| 10 | Wedding           | Matrimonio             | 19 novembre 2021  | 20 febbraio 2022     |

## Il capo sono io
- Titolo originale: Head It's Me
- Diretto da: Colin Bucksey
- Scritto da: Tony McNamara

### Trama
A quattro mesi dal colpo di Stato, il palazzo è bloccato in un'impasse, con le forze di Caterina asserragliate in un'ala e quelle di Pietro in un'altra. Pietro riesce a fuggire da palazzo per rifugiarsi in campagna, ma Caterina individua e fà circondare la villa. Pietro si arrende, chiedendo in cambio gli arresti domiciliari e la garanzia di poter pranzare ogni giorno con Caterina e il loro bambino in arrivo. In seguito, le fa consegnare la testa mozzata di Leo e confida a Grigor e Georgie di avere un piano per riprendersi il trono. 

## Testa di cazzo
- Titolo originale: Dickhead
- Diretto da: Colin Bucksey
- Scritto da: Tony McNamara

### Trama
Caterina rientra a palazzo con Pietro, Grigor e Georgie e si prepara a essere incoronata unica imperatrice, ma deve lottare contro l'ostilità sia a corte che fuori. Desiderosa di appoggio dal clero, nomina patriarca Padre Basil, cugino di Leo. Deve anche decidere cosa fare con Pietro, che non riesce a frenare le sue tendenze violente. Malgrado tutto, Caterina viene incoronata e inizia il suo regno come Caterina II di Russia. 

## Finalmente sola
- Titolo originale: Alone At Last
- Diretto da: Zetna Fuentes
- Scritto da: Tony McNamara

### Trama
Caterina è arrabbiata con Pietro e lo rinchiude nelle sue stanze insieme al cadavere mummificato di sua madre, malgrado lui voglia andare a caccia di tartufi, come faceva da bambino con suo padre. Caterina è tormenta dalla morte di Leo e si droga per restare sveglia, rendendola più influenzabile. In questo modo, Georgie, desiderosa di lasciare la Russia, la convince a esiliare lei e suo marito in Francia. Pietro scappa per andare in cerca di tartufi, ma viene recuperato dal generale Velementov, che gli ricorda che era lui, e non suo padre, a portarlo nei boschi da bambino, al che Pietro inizia a ricordare davvero la sua infanzia, comprese le negligenze e gli abusi dei genitori, che lui aveva sempre represso e sostituito con falsi ricordi gioiosi. Mentre si allontanano, Grigor sente che Pietro è in pericolo e decide di tornare indietro senza la moglie. 

## Il pranzo del diavolo
- Titolo originale: The Devil's Lunch
- Diretto da: Zetna Fuentes
- Scritto da: Tami Sagher

### Trama
Caterina è sessualmente frustrata a causa della gravidanza, ma deve al contempo affrontare l'ambasciatore ottomano, Sundak, per trovare un accordo ed evitare una guerra, e tenere occupato Pietro, a cui affida il compito di organizzare una festa per l'arrivo dell'erede. Marial inizia una relazione con Grigor. Pietro è geloso dell'interesse di Caterina per Sundak e cerca di minarne gli sforzi, ma Caterina riesce a impressionare l'ambasciatore, che riparte per portare la proposta al sultano, ma viene assassinato dai lealisti di Pietro. Caterina cede infine a suo marito e i due hanno un rapporto sessuale. 

## Istinto animale
- Titolo originale: Animal Instincts
- Diretto da: Matthew Moore
- Scritto da: Tony McNamara

### Trama
Caterina si rammarica di aver nuovamente ceduto a Pietro, ma chiede comunque il suo aiuto per dare la caccia a un coccodrillo che Archie ha introdotto nel palazzo per poi minacciarla di dichiararlo un demone inviato da Dio a maledire il suo regno. Alla fine, Archie e Caterina trovano un terreno comune e Caterina riesce a catturare il coccodrillo, ma durante la festa data per celebrare la cattura finisce per ballare con Pietro e condividere un momento romantico con lui. La cosa la turba al punto da lasciare bruscamente la sala, spaventata dal suo crescente affetto verso suo marito. 

## Soltanto uno scherzo
- Titolo originale: A Simple Jape
- Diretto da: Matthew Moore
- Scritto da: Tony McNamara, Gretel Vella

### Trama
Caterina e Pietro litigano quando lui la accusa di sfruttarlo per fare sesso e lei si rifiuta di ammettere che lo ama. Caterina decide di velocizzare sulle riforme progressiste e annuncia la liberazione di tutti i servi. Pietro approfitta della cosa per sollevare contro i nobili e fuggire con l'aiuto del suo sosia, Pugachev. In piena rivolta, si reca da Caterina per spararle, ma quando la trova in lacrime per il suo fallimento abbandona i suoi piani per farle conforto. Alla fine, Caterina dà il riluttante ordine di reprimere la rivolta con le armi. 

## Pinzatrice
- Titolo originale: Stapler
- Diretto da: Ally Pankiw
- Scritto da: Tony McNamara

### Trama
Pietro decide che non vuole essere Imperatore e di dare il suo appoggio a Caterina, a partire dal concorso scientifico che lei ha organizzato, lasciando Grigor deluso e confuso al punto di continuare a cospirare contro Caterina da solo. La madre di Caterina, Joanna, arriva a corte e inizia subito a criticare la figlia su come ha gestito il colpo di stato e la ribellione, invitandola a uccidere un lungo elenco di persone potenzialmente pericolose, inclusi Pietro e Marial, nonché a farle notare come tutti hanno cercato, con successo, di sfruttare la sua ingenuità a proprio vantaggio. Alla fine, Joanna incontra Pietro di persona e cerca di sedurlo.  

## Sette giorni
- Titolo originale: Seven Days
- Diretto da: Ally Pankiw
- Scritto da: Tony McNamara

### Trama
Joanna continua a cercare di sedurre Pietro, mentre Caterina è ormai vicina al parto. Iniziano i rituali per la nascita del bambino, incluso mandare Pietro a scavare due tombe nel caso il parto su rivelasse fatale. Caterina cerca di gestire i colloqui con L'impero ottomano mentre è a letto, e Joanna riesce infine a sedurre Pietro, ma mentre fanno sesso lei cade da una finestra e muore. Elisabetta e Marial nascondono il corpo e Pietro si riconcilia con Caterina, che entra in travaglio. 

## La stagione delle noci
- Titolo originale: Walnut Season
- Diretto da: Colin Bucksey
- Scritto da: Tony McNamara, Gretel Vella

### Trama
Caterina partorisce un figlio, Paolo. Sei settimane dopo, Russia e impero ottomano entrano in guerra, mentre Hugo, appena deposto da una rivolta democratica, arriva per chiedere a Caterina un esercito per riprendersi il trono. Quando lei non lo concede, Hugo inizia a tramare per rimettere Pietro sul trono e ottenere l'esercito da lui. Georgie torna a corte e cerca di riallacciare i rapporti con suo marito, mentre Marial, dopo la morte del padre, deve escogitare un modo per mantenere l'eredità che minaccia di passare a suo cugino bambino, Maxim. Alla fine, Marial decide di sposare lei stessa Maxim per tenersi la proprietà e rivela a Grigor della morte di Joanna. Pietro rivela a Elisabetta che sua madre annegò Igor, il figlio di Elisabetta, al che la donna ha un crollo e rapisce Paolo. Dopo essere riusciti a riprenderselo, Caterina ammette a Pietro che anche lei lo ama. 

## Matrimonio
- Titolo originale: Wedding
- Diretto da: Colin Bucksey
- Scritto da: Tony McNamara, Fiona Seres

### Trama
Marial dice a Caterina che Pietro ha fatto sesso e poi ucciso sua madre, devastandola. Mentre affrontano l'ennesimo colloquio col sultano, che si conclude con Caterina che lo uccide, lei e Pietro riflettono sulle loro possibilità: che uno dei due uccisa l'altro, o perdonarsi a vicenda e andare avanti. Pietro pensa di fuggire con Paolo, mentre Caterina sembra incline al perdono e invita Pietro a incontrarla in privato. Invece, una volta soli, lo pugnala a morte, per poi piangere disperata sul corpo, solo per rendersi conto, quando il vero Pietro arriva, che ha pugnalato Pugachev. Sollevata ma a disagio, Caterina abbraccia Pietro. 